# Ronco sopra Ascona
Ronco sopra Ascona, im alpinlombardischen Ortsdialekt Rónch [roŋk], ist eine politische Gemeinde im Schweizer Kanton Tessin (Bezirk Locarno, Kreis Isole).

## Geographie
Die Gemeinde Ronco liegt einerseits zwischen Ascona und Brissago und anderseits zwischen dem Langensee (193 m ü. M.) und der Corona di Pinz (oder Corona dei Pinci; 1294 m ü. M.), reicht aber auch noch ein kleines Stück über den Grat hinaus in die Centovalli. Den höchsten Punkt der Gemeinde bildet mit 1374 m ü. M. der Berggrat in der Nähe der schon zu Brissago gehörenden Alpe di Naccio.
Das Dorfzentrum befindet sich auf einer Felsterrasse rund 160 Meter über dem See. Zur Gemeinde gehören überdies die in Hanglage situierten Ortsteile Livurcio, Croasca, Corafora, Capella Gruppaldo und Fontana Martina sowie das am See liegende Porto Ronco, die teilweise mit dem historischen Nucleo (Dorfkern) heute baulich verschmolzen sind.
In den Monti di Ronco liegen auf einer Höhe von 650 bis 1150 Meter die Alpsiedlungen Porano, Calzo, Cassina und Porera sowie gleich darüber die Monti di Schiavardo. Diese sind heute ausser über Fusswege auch über eine kurvenreiche Strasse ab Cappella Gruppaldo erreichbar und bieten eine Weitsicht auf den Langensee und die Tessiner Berge.

## Geschichte

### Ortsname
Der Name Ronco stammt von mittellateinisch runchum ‚frisch gerodetes Land, das urbar gemacht werden soll; Weinberg‘, was seinerseits auf lateinisch runcāre ‚graben, roden, urbar machen‘ zurückgeht.

### Entwicklung
Ronco wurde erstmals 1264 als Roncho de Schona ‘Ronco/Weinberg von Ascona’ erwähnt. Es bildete im Spätmittelalter mit Ascona eine Nachbarschaft mit eigenen Statuten von 1369. Eine selbständige Kirchgemeinde wurde es 1626, und 1641 löste sich die Dorfgemeinde von der Nachbarschaft. Vom Spätmittelalter bis ins 19. Jahrhundert waren Generationen von Ronchesen insbesondere in Florenz, aber auch in Viterbo und Lucca als Illusionsmaler tätig, was sich auch in der Ausstattung grösserer Häuser in Ronco selbst zeigt(e). In der älteren Neuzeit waren Einwohner von Ronco überdies am Monopol für den Gepäckverlad am Zoll von Florenz und Livorno beteiligt, wovon noch heute eine Inschrift an der Kapelle von Gruppaldo zeugt.
Baulich sind die verschiedenen Epochen immer noch gut ablesbar. Neben mittelalterlichen Bauten und Elementen zeugen im 17. und 18. Jahrhundert umgeformte oder neugebaute Häuser, Raum- und Fassadenmalereien, granitene Eingangsportale sowie zierliche Balkone mit schmiedeeisernen Gittern von einem relativen Reichtum, der mit der damaligen Emigration bedeutender Teile der Bevölkerung in Zusammenhang zu bringen ist.
Heute ist Ronco nebst Wohnort ein beliebtes Feriendorf und weist dementsprechend einen hohen Bestand an Zweitwohnungen auf. 2020 betrug dieser Anteil gemäss Gebäude- und Wohnungsstatistik 75,5 %. Nach schweizerischer Gesetzgebung dürf(t)en daher keine Zweitwohnungen mehr erstellt werden.
Neben der politischen und der Kirchgemeinde existiert eine eigenständige Bürgergemeinde. Bei einer Volksabstimmung im Jahr 2011 über eine – vom Kanton allerdings finanziell nicht unterstützte – Fusion der vier Gemeinden Ascona, Brissago, Losone und Ronco sopra Ascona sprach sich Ronco wie Ascona und Brissago gegen den Zusammenschluss aus.

### Künstlerdorf

Ronco sopra Ascona, historisches Luftbild von Werner Friedli (1946)

Ronco sopra Ascona, historisches Luftbild (1929)

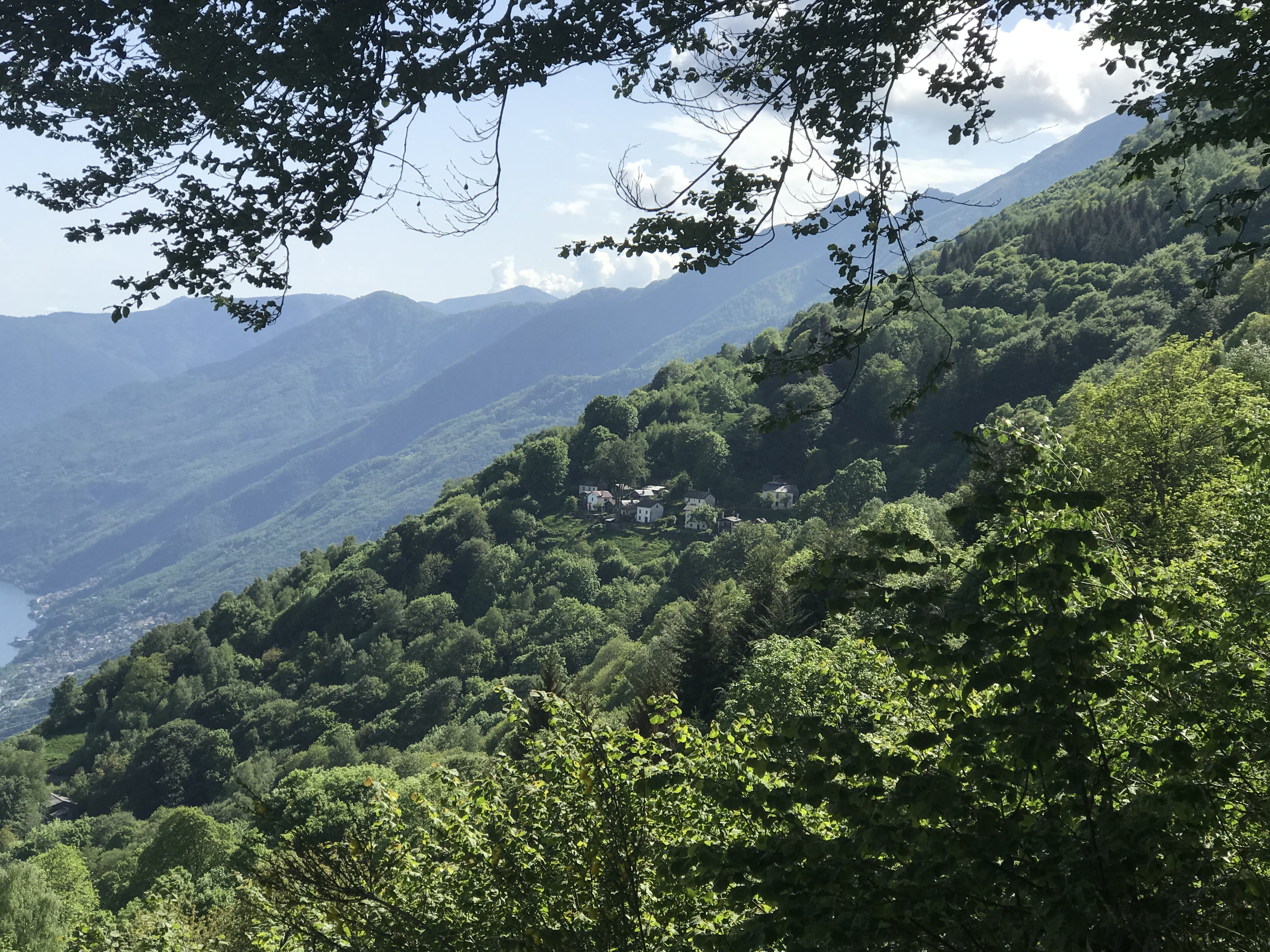
Die Monti di Ronco, mit Porera in der Bildmitte

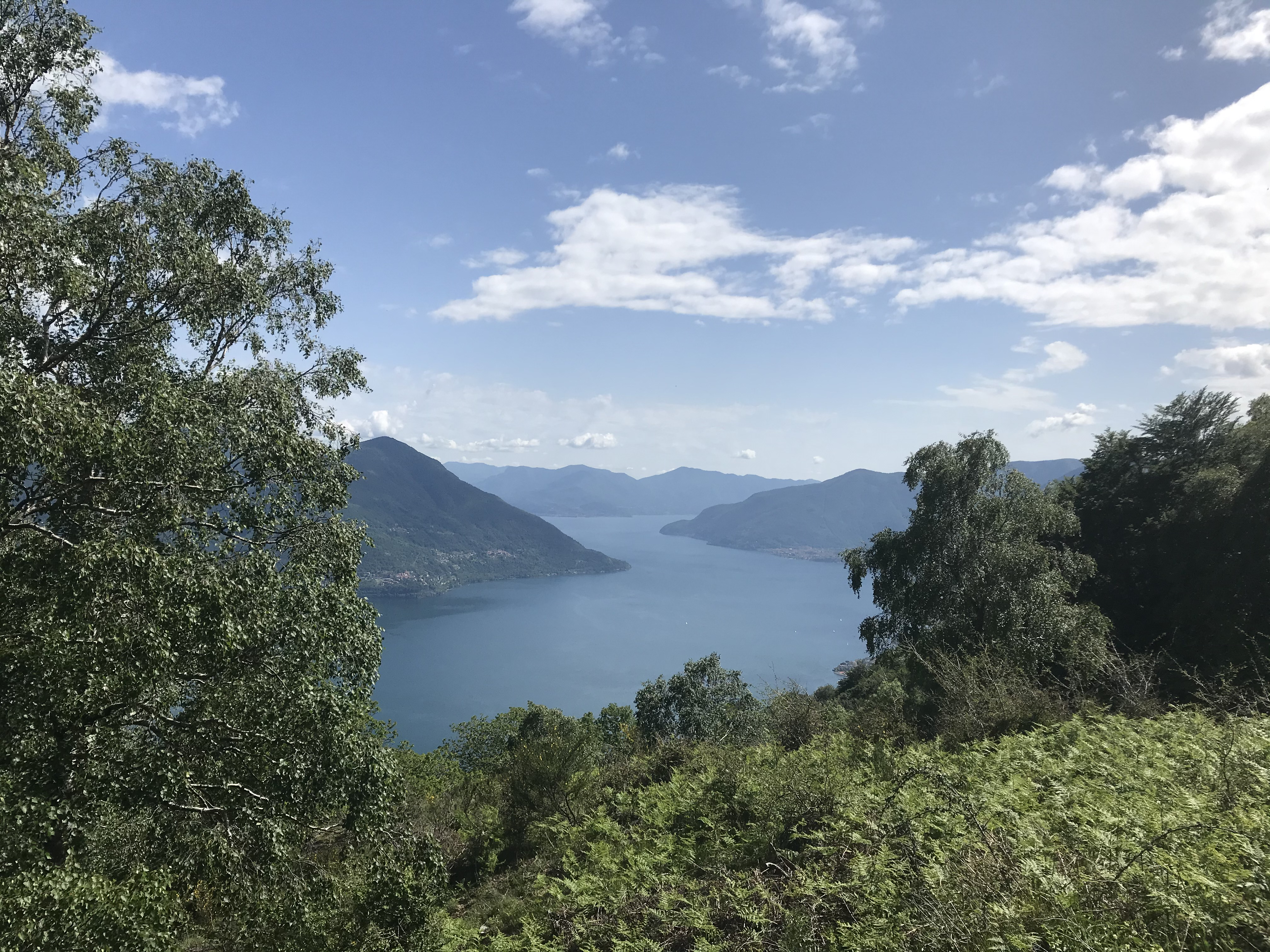
Langensee in Richtung Süden, von den Monti di Ronco aus gesehen

Das ursprüngliche Weinbauern- und Viehzüchterdorf entwickelte sich im frühen 20. Jahrhundert zu einem Künstlerdorf. Über längere Zeit wirkten in Ronco etwa der US-amerikanische Maler, Kupferstecher und Zeichner Gordon Mallet McCouch (1885–1956), der deutsche Maler, Graphiker und Schriftsteller Richard Seewald (1889–1976), der bernisch-zürcherische Kunstmaler Paul Werner Loosli (1895–1962), der deutsche Textilkünstler Rolf Lenne (1904–1986) sowie die im Circolo Verbano zusammengeschlossenen Maler Jan Schutter (1890–1956), Manfred Henninger (1894–1986), Erwin Schönmann (1906–1999), Willy Hug (1910–1996), Karl Gerber (1912–1974) und Rös Schutter-Peter (1920–2001),.
Der zu Ronco gehörende Weiler Fontana Martina war zeitweilig eine kleine Land- und Künstlerkooperative, nachdem die damals zerfallene Häusergruppe 1923 vom Berner Buchdrucker Fritz Jordi (1885–1938) gekauft und zusammen mit dem vielseitig tätigen Künstler Heinrich Vogeler und dem Graphiker Clément Moreau wieder hergerichtet worden war; auch Paul Klee (1879–1940) war ein häufiger Besucher. Ideales Ziel war die Errichtung eines künstlerischen Zentrums, wie es der Barkenhoff in Worpswede darstellte, und von Oktober 1931 bis November 1932 gab die Gruppe eine eigene Halbmonatszeitschrift namens «Fontana Martina» heraus.
In Ronco liessen sich auch etwa der Schriftsteller Erich Maria Remarque (1898–1970) und seine Frau, die Schauspielerin Paulette Goddard (1910–1990), nieder, ebenso die Schriftstellerin Eveline Hasler (* 1933). Der Zitruspflanzenzüchter Edwin Frey (1911–2000) nannte eine seiner Züchtungen Corafora, benannt nach einer Örtlichkeit in Ronco.
Im frühen 20. Jahrhundert war der Hang zwischen Ascona und Ronco von Leuten besiedelt, die dem näheren und weiteren Umfeld der Aussteigerkolonie des Monte Verità zuzuordnen waren. In Ronco spielt auch der Roman Benedikta von Gabriele Reuter (1923), in dem «einige kitschig-schwärmerische Naturmenschen» auftreten.

## Bevölkerung

### Entwicklung der Einwohnerzahl
Einwohnerzahlen: Volkszählungsdaten
Bis ins 18. Jahrhundert zählte man in Ronco rund 100 fuochi ‚Feuer, Herdstellen‘, gemeint sind Familien, was einer Bevölkerung von 450 bis 500 Einwohnern entspricht. 1869 lebten in der Gemeinde 110 Familien; anschliessend sank die Bevölkerungszahl, so dass man 1900 nur noch 257 Personen zählte. 1941 wurden 426 Personen gezählt. Ab 1960 stieg die Bevölkerungszahl bis 1970 deutlich auf 682 Einwohner. Einen neuen Höchststand erlebte Ronco mit 745 Einwohnern im Jahr 1980, seither ist die Einwohnerzahl auf unter 550 Einwohner gesunken. Der Ausländeranteil lag Ende 2022 bei 135 Personen, was 25,1 % entspricht.
Die Gemeinde ist heute überaltert. Ende 2022 waren 219 Personen (40,7 %) 65 und mehr Jahre alt (kantonaler Durchschnitt: 23,6 %), 284 Personen (52,8 %) 20 bis 64 Jahre alt und nur 35 Personen (6,5 %) 0 bis 19 Jahre alt (kantonaler Durchschnitt: 17,6 %). Die eigene Primarschule wurde 2021 geschlossen, die Kinder besuchen heute diejenige von Brissago.

### Sprache und Dialekt
Im Jahr 2000 waren 405 Einwohner italienischer, 222 deutscher, 8 französischer und 24 anderer Muttersprache. Im selben Jahr sprachen im Alltag 12 % der Bevölkerung ausschliesslich den örtlichen alpinlombardischen Dialekt und 28 % sowohl Dialekt als auch Italienisch. Der Anteil von Dialektsprechern liegt damit bedeutend tiefer als im Tessiner Durchschnitt (14 % ausschliesslich Dialekt, 40 % Dialekt und Italienisch).

## Verkehr
Ronco ist mit zwei Buslinien der Ferrovie autolinee regionali ticinesi (FART) öffentlich erschlossen. Der Bus Nummer 314 fährt vom Bahnhof Locarno nach Losone, Arcegno und bis zum Kern von Ronco sopra Ascona und zurück. Der Bus Nummer 316 fährt ebenfalls vom Bahnhof Locarno aus, berührt den Ortsrand von Ascona und fährt anschliessend durch den Asconatunnel dem Langensee entlang nach Porto Ronco und schliesslich nach Brissago und zurück.
Die Schiffanlegestelle Porto Ronco wird von April bis Oktober von der Società Navigazione del Lago di Lugano, welche die italienischen Navigazione Laghi 2018 abgelöst hat, bedient. Die Schiffe fahren nordostwärts Richtung Ascona und Locarno, südwestwärts Richtung Brissago sowie hinüber zu den Brissago-Inseln.

## Wirtschaft
Im Jahr 2000 arbeiteten 7 Personen im primären, 55 Personen im sekundären und 167 im tertiären Sektor. Drei Fünftel der Erwerbstätigen waren Wegpendler. In der Landwirtschaft waren 2007 noch drei Familien tätig (1990 noch neun). In Calzo oberhalb des Dorfes gibt es eine Ziegenfarm.

## Sehenswürdigkeiten

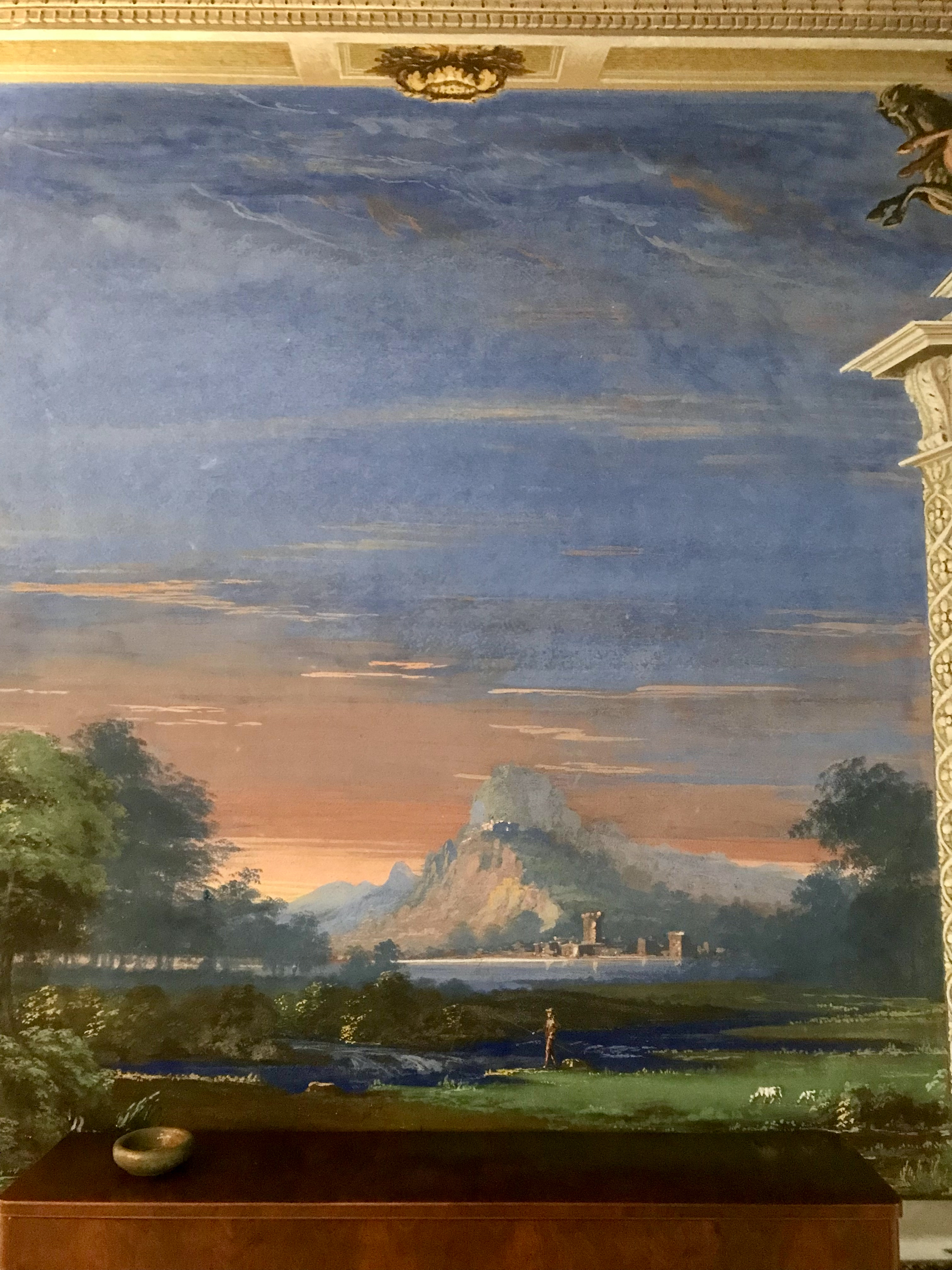
Casa Ciseri: illusionistische Malerei, 19. Jahrhundert

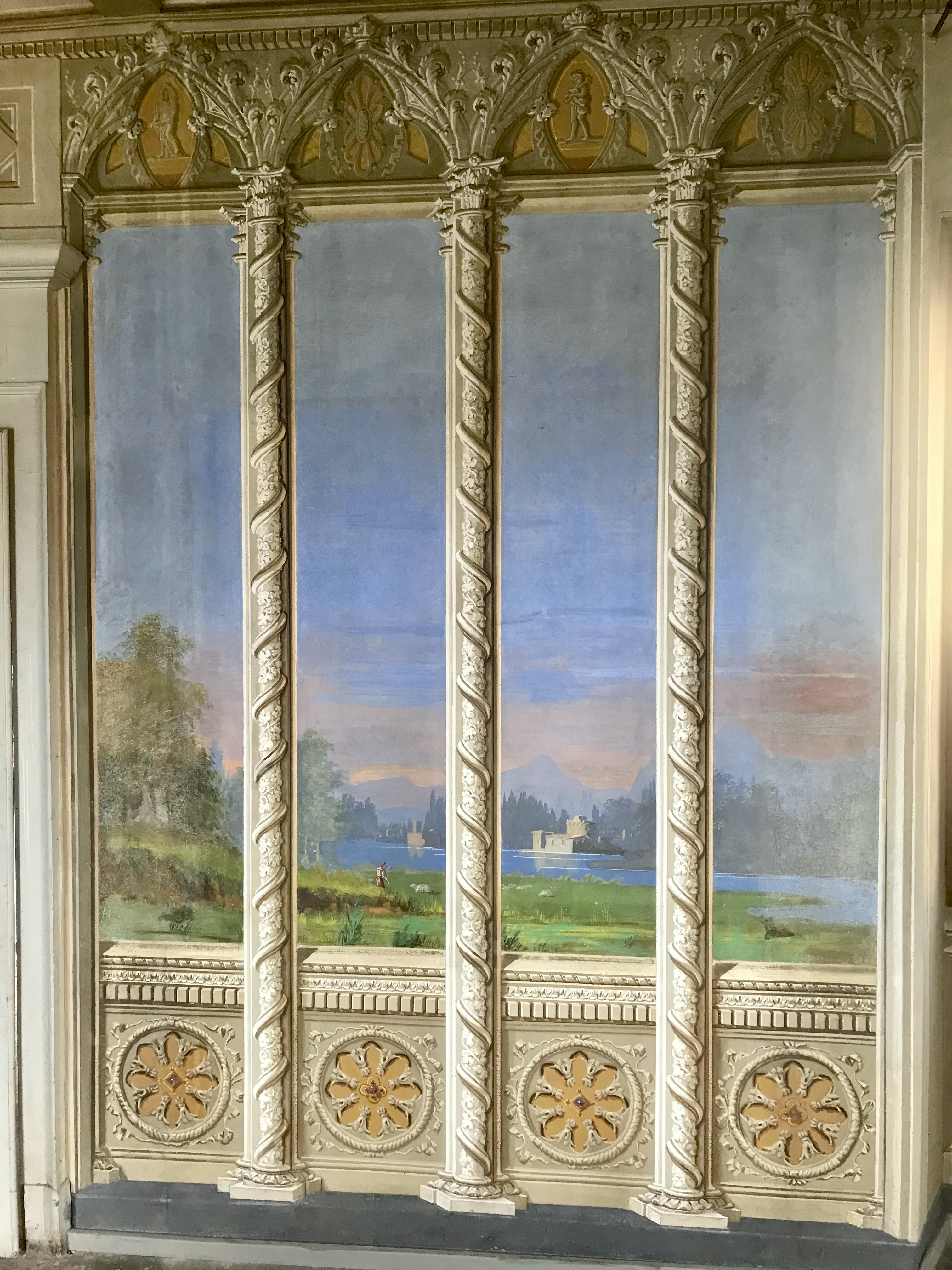
Cà di Pitur: illusionistische Wandmalerei, 19. Jahrhundert

Der eng bebaute Ortskern von Ronco sopra Ascona ist ein Musterbeispiel für ein Kompaktdorf und enthält sowohl mittelalterliche Häuser und Elemente ländlicher Bauart als auch zahlreiche Gebäude aus dem 16. bis 18. Jahrhundert. Das traditionelle Haus ist ein Turmhaus, bestehend aus (ehemaligem) Stall oder Keller im Parterre, Küche/Wohnstube im ersten Stock, Schlafkammer im zweiten Stock und einem darüberliegenden Dachboden. Heute sind viele dieser Turmhäuser mit den benachbarten Bauten zu grösseren, im Innern inzwischen waagrecht statt senkrecht aufgeteilten Einheiten verschmolzen. Typisch für Ronco sind auch die zahlreichen, im Dialekt barchétt genannten Unterführungen, das heisst Stellen, wo eine Gasse unter einem Hausteil hindurch führt. Seit der zweiten Hälfte des 20. Jahrhunderts ging im Rahmen von Modernisierungen und unfachgemässen Renovationen viel von der spätmittelalterlich/frühneuzeitlichen sowie barocken Bausubstanz Roncos verloren.
Die Pfarrkirche San Martino ist ein spätmittelalterlicher Bau, der im 17. und im frühen 19. Jahrhundert umgebaut worden ist; der Turm wurde 1563 vollendet, die Bekrönung ist von 1860. Im Innern weist die Kirche spätgotische Fresken von Antonio da Tradate sowie Stuckaturen und Malereien aus dem 17. Jahrhundert auf; das Altarbild im spätbarocken Altar, das den Heiligen Martin zeigt, ist von Antonio Ciseri. – Die in der Nähe stehende Kapelle Madonna delle Grazie ist ein Barockbau von 1712, die Fresken in der Kuppel sind von etwa 1730. Darüber hinaus finden sich über das gesamte Gemeindegebiet verstreut zehn Votivkapellen.
Gegenüber der Pfarrkirche liegt die Casa Ciseri, ein Bau aus dem 17. Jahrhundert, der um 1830 umgebaut wurde. In allen Geschossen befinden sich Säle mit romantischer und klassizistischer illusionistischer Dekorationsmalerei; die Räume im Erdgeschoss sind öffentlich zugänglich. Zwei weitere Häuser, in deren Innenräumen illusionistische Malerei aus dem 19. Jahrhundert erhalten ist, sind die Casa Suter und die Cà di Pitur, die beide im Rahmen von Führungen ebenfalls zugänglich sind.
Die um 1910 erbaute Casa Monte Tabor am Seeufer, von 1933 bis 1990 Wohnort von Erich Maria Remarque und Paulette Goddard, soll nach Jahrzehnten der Vernachlässigung zukünftig als Gedenkstätte für das Künstlerpaar und als Ort der Förderung des Friedens bewahrt werden (Stand 2021).
In Porto Ronco liegen am Seeufer zwei Zeugen der klassischen Moderne, nämlich die Casa Hahn oder Fontanelle und die Casa Tutsch, beide 1928/1931 von Carl Weidemeyer erbaut.

## Weblinks

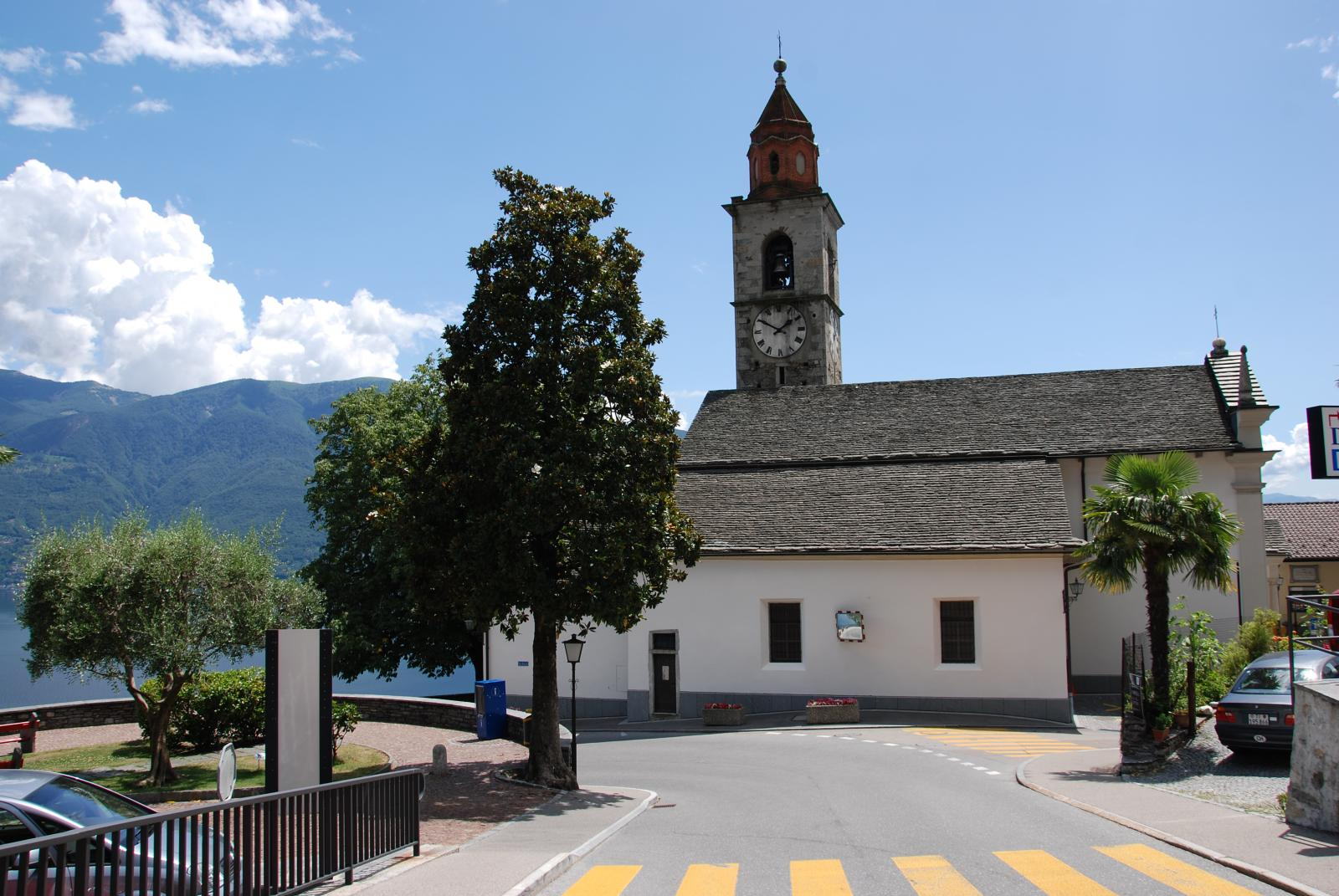
Pfarrkirche San Martino
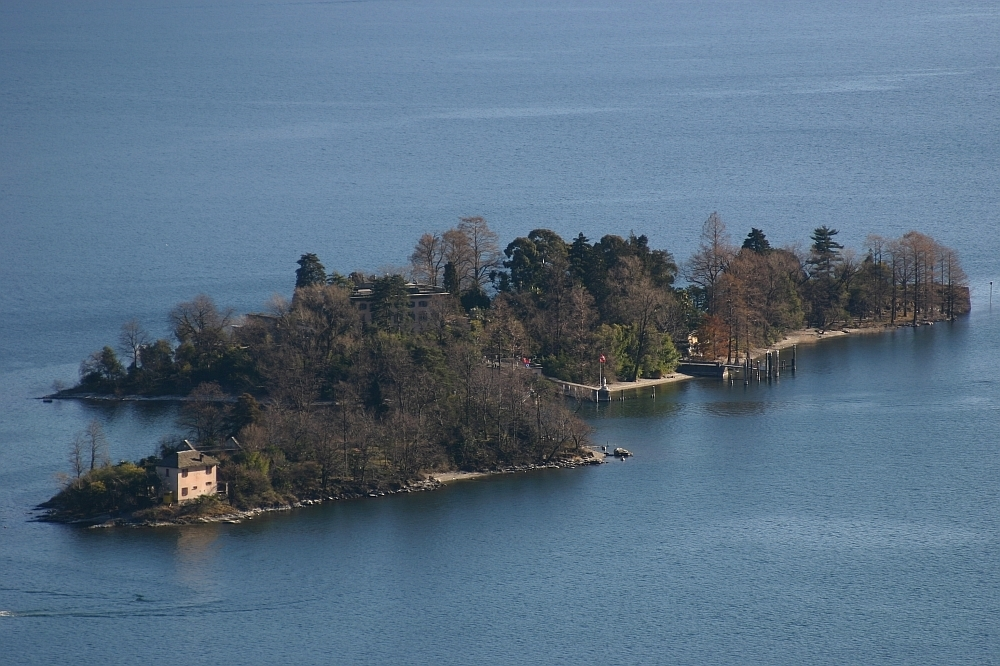
Blick auf die Brissago-Inseln von Ronco aus
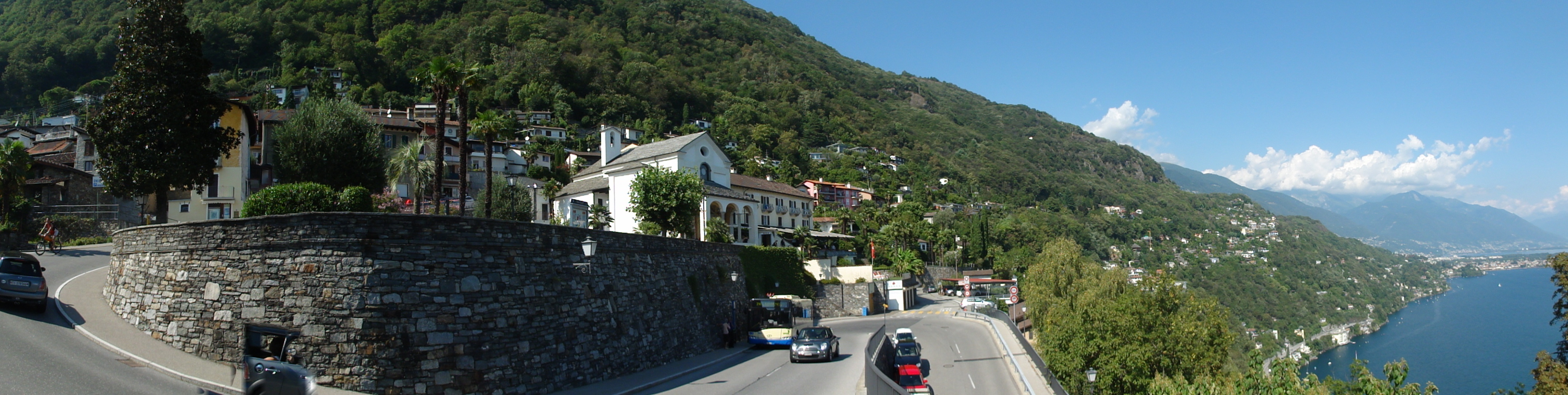
Blick auf die Via Livurcio und die Via Ronco von der Kirche San Martino aus
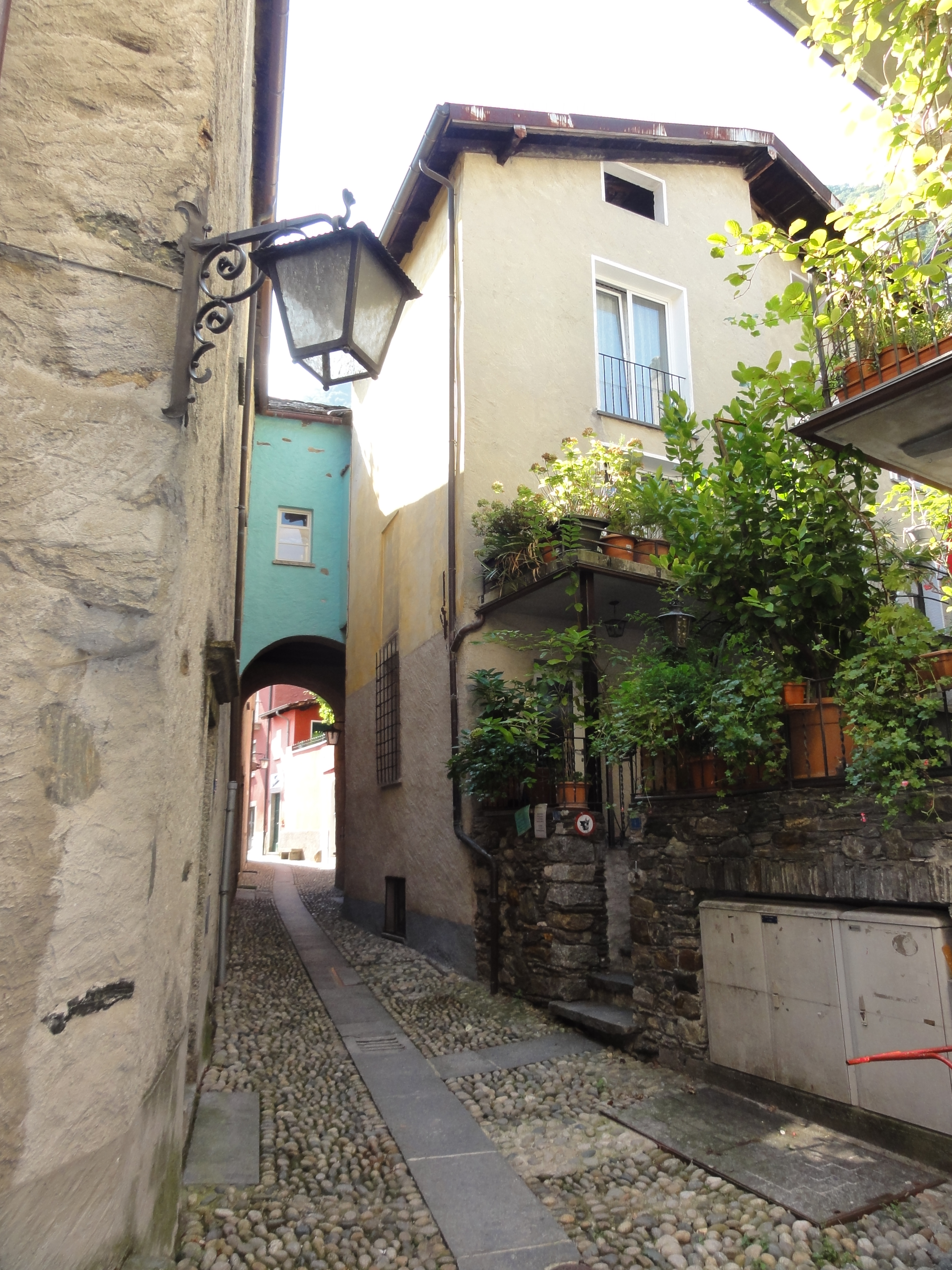
Via Antonio Ciseri
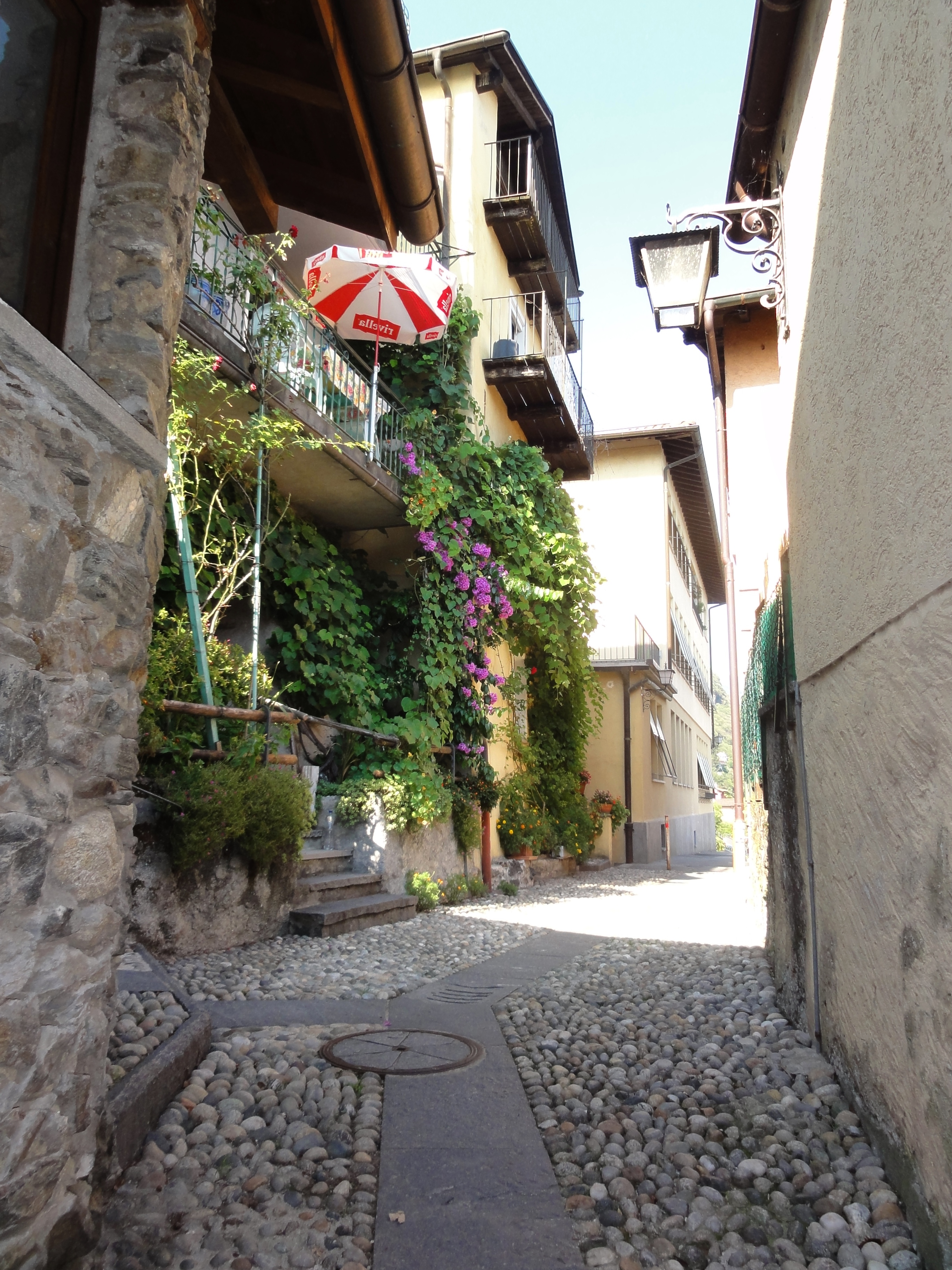
Via delle Scuole
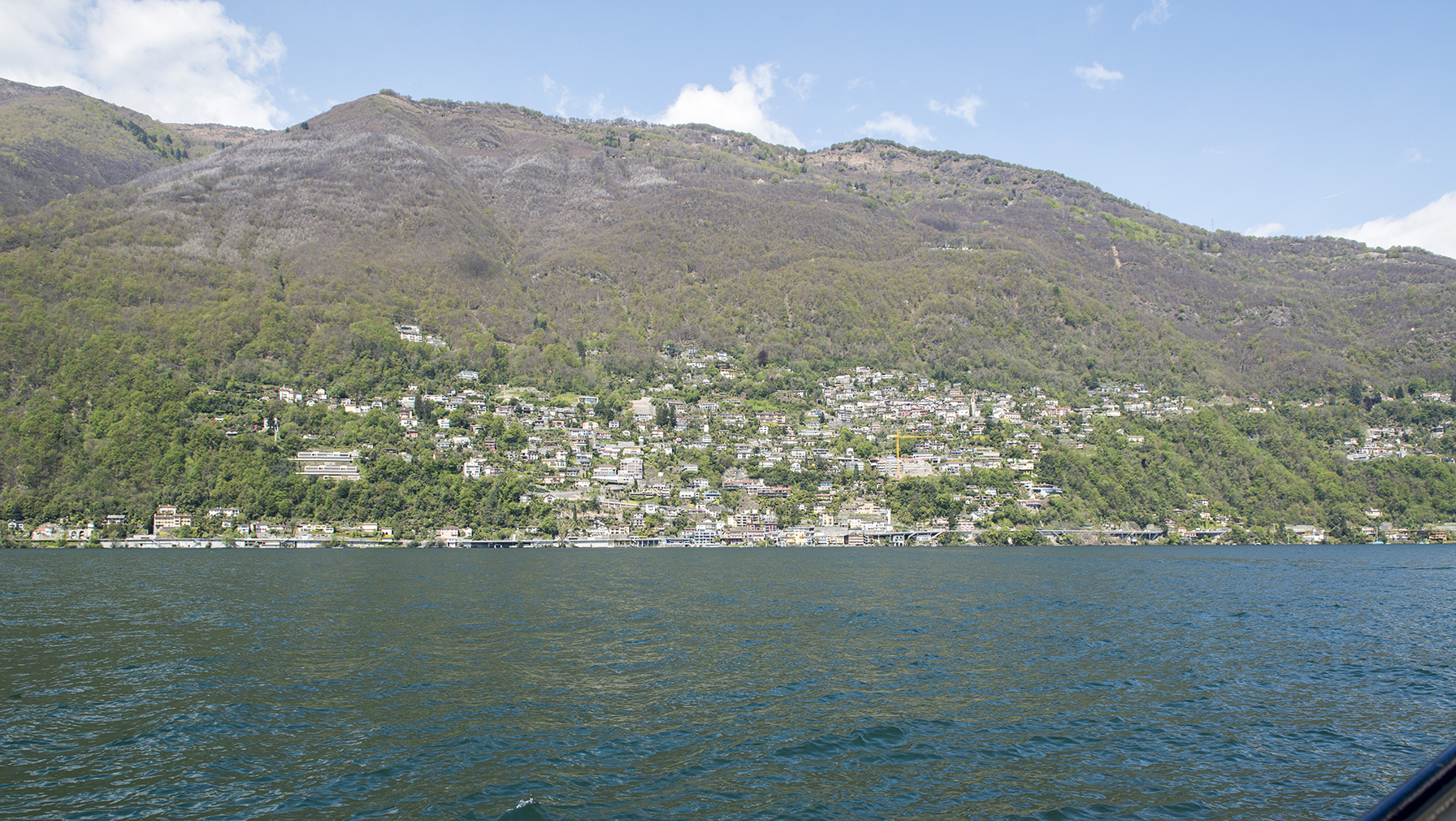
Ronco heute vom See aus gesehen

## Persönlichkeiten
Ronco sopra Ascona ist der Geburtsort des Malers Antonio Ciseri (1821–1891), der in Florenz Karriere machte. Hauptsächlich in der ersten Hälfte des 20. Jahrhunderts liessen sich in der Gemeinde zahlreiche im Kunst- und Kulturbereich tätige Personen nieder, siehe den Abschnitt Künstlerdorf. Max Emden (1874–1940), ein deutscher Grosskaufmann und Kunstsammler, dem ab 1927 die Brissago-Inseln gehörten, liess sich 1934 in Ronco sopra Ascona einbürgern.